# قانون الجنسية التنزانية
قانون الجنسية التنزانية هو القانون الذي يتعامل مع المواطنة وأشكال أخرى من الجنسية. المواطن التنزاني هو أي شخص يحمل جنسية جمهورية تنزانيا المتحدة. قانون الجنسية مذكور في دستور تنزانيا. تم تطبيق قانون الجنسية لأول مرة بعد الاستقلال في عام 1961 وتم تعديله في عام 1964 عندما اتحدت تنجانيقا وزنجبار لتشكيل تنزانيا.

## اكتساب الجنسية

### الجنسية بالولادة
يُمنح أي طفل يولد داخل حدود جمهورية تنزانيا المتحدة في أو بعد يوم الاتحاد 26 أبريل 1964 جنسية تنزانيا، باستثناء أطفال الدبلوماسيين الأجانب، كما هو منصوص عليه في قانون الجنسية التنزاني لعام 1995.

### الجنسية بالنسب
يتمتع الشخص المولود خارج تنزانيا بالحق في الجنسية التنزانية منذ الولادة بشرط أن يكون أحد الوالدين على الأقل مواطنًا تنزانيًا بالميلاد أو التجنس.

### الجنسية بالتجنس
يجوز لأي مواطن أجنبي ليس له أصل أو روابط ميلاد مع تنزانيا التقدم بطلب للحصول على الجنسية من خلال التجنس. لكي يصبح المواطن الأجنبي مواطنًا تنزانيا من خلال التجنس، يجب استيفاء الشروط التالية:
- الإقامة في الجمهورية المتحدة طوال فترة اثني عشر شهرًا التي تسبق تاريخ تقديم الطلبات مباشرة.
- خلال السنوات العشر السابقة مباشرة لفترة الإثني عشر شهرًا المذكورة، يكون إجمالي الإقامة في الجمهورية المتحدة لفترات تصل في المجموع إلى ما لا يقل عن سبع سنوات.
- معرفة كافية باللغة السواحيلية أو اللغة الإنجليزية.
- شخصية جيدة.
- أن يكون مواطنًا مناسبًا من حيث المساهمة السابقة والمحتملة في الرفاه الاجتماعي والثقافي بالإضافة إلى التقدم الاقتصادي أو العلمي أو التكنولوجي لتنزانيا.
- النية، في حالة التجنس الاستمرار في الإقامة بشكل دائم في الجمهورية المتحدة.

بعد تقديم الطلب يجب على مقدم الطلب نشر إشعار نيته التجنس في عددين متتاليين من الصحف المسجلة. بعد فحص الطلب من قبل العديد من المسؤولين يتم تقديم توصية نهائية إلى وزير الداخلية الذي يقرر في النهاية ما إذا كان سيوافق على الطلب أم لا. يجب على الشخص الذي يحصل على الجنسية التنزانية بالتجنس أن يتخلى عن الجنسية الأجنبية بموجب القانون الحالي. حالة القاصرين، وفقًا لقانون الجنسية لعام 1995 بمجرد منح الوالدين الجنسية لجمهورية تنزانيا المتحدة يحق للطفل أيضًا الحصول على الجنسية، باعتبار أنه دون السن القانوني.

## الجنسية المزدوجة
لا تسمح تنزانيا حاليًا لمواطنيها بالحصول على جنسية أجنبية بالإضافة إلى جنسيتهم التنزانية، إلا في حالة حصول المرأة التنزانية على جنسية أجنبية من خلال الزواج، أو الأشخاص دون سن 18 عامًا الذين يكتسبون الجنسية التنزانية بالميلاد أو النسب. يفقد العديد من المواطنين جنسيتهم التنزانية تلقائيًا في سن 18 عامًا ما لم يتخلوا عن جميع الجنسيات الأخرى. تاريخياً كان الدافع وراء حظر الجنسية المزدوجة هو الشكوك حول عدم الولاء المحتمل بين الأقلية الآسيوية الكبيرة. ومع ذلك فقد نشأ نقاش حول السماح بازدواج الجنسية. في أغسطس 2007 قدم وزير الداخلية تقريرًا يوصي بتغيير القانون. تواصل تنزانيا حاليًا تقييد الجنسية المزدوجة.

## فقدان الجنسية
أولئك الذين حصلوا على الجنسية التنزانية عند الولادة لا يمكن تجريدهم قسراً من جنسيتهم، على الرغم من أنهم قد يتنازلون عنها طواعية. يجب على الراغبين في التخلي عن جنسيتهم التنزانية تقديم دليل على جنسية دولة أخرى وكذلك إعادة جواز سفرهم التنزاني. أولئك الذين حصلوا على الجنسية التنزانية بالتجنس قد يتم سحب جنسيتهم للأسباب التالية:
- اكتشاف غش في طلب التجنس.
- أي إدانة جنائية تصل عقوبتها إلى اثني عشر شهرًا على الأقل خلال خمس سنوات من التجنس.
- سلوك غير مخلص تجاه تنزانيا.
- خمس سنوات من الإقامة في الخارج دون تسجيل نية للاحتفاظ بالجنسية التنزانية.